# Brachypalpus zugmayeriae
Brachypalpus zugmayeriae är en tvåvingeart som beskrevs av Josef Mik 1887. Brachypalpus zugmayeriae ingår i släktet mulmblomflugor, och familjen blomflugor. Inga underarter finns listade i Catalogue of Life.